# Caso Eliza Armstrong
Il caso di Eliza Armstrong fu uno scandalo che colpì il Regno Unito e che coinvolse una bambina acquistata per essere resa una prostituta allo scopo di denunciare i mali del traffico sessuale. Sebbene abbia raggiunto il suo scopo, ovvero quello di favorire l'approvazione del Criminal Law Amendment Act nel 1885, ha anche portato delle indesiderate conseguenze a WT Stead.

## Contesto storico
Dalla metà del XIX secolo, gli sforzi del Social Purity Movement, guidato dalle prime femministe come Josephine Butler e altre, cercarono di migliorare il trattamento delle donne e dei bambini nella società di epoca vittoriana. Il movimento ottenne un trionfo quando, sotto pressione, il Contagious Diseases Act fu abrogato per via del suo carattere non democratico e della sua totale inefficacia.
Allo stesso tempo, la campagna si è rivolta anche al problema della prostituzione e dell'oppressione maschile sulle donne. Verso la fine degli anni settanta dell'Ottocento, l'attenzione si era concentrata in particolar modo sul timore che le donne e bambine britanniche venissero attirate o rapite nei bordelli del continente, soprattutto perché ciò accadeva senza il loro consenso. Sebbene l'età del consenso fosse stata innalzata a 13 anni quando, nel 1875, furono apportati emendamenti alla legge chiamata Offence against the person (1861), il movimento cercò di aumentarla ulteriormente ad almeno 16 anni, ma il Parlamento inglese fu riluttante ad apportare questa modifica.
Tuttavia, nel 1881 fu presentato un disegno di legge di modifica del diritto penale per cambiare questa situazione. Sebbene la proposta fosse stata approvata facilmente dalla Camera dei Lord nel 1883, dopo due anni di studio da parte di una commissione scelta, alla Camera dei Comuni si bloccò due volte. Poi, nel 1885, venne reintrodotto per la terza volta, ma ancora una volta rischiò di essere accantonato a causa di una crisi politica e delle imminenti elezioni.

## W. T. Stead

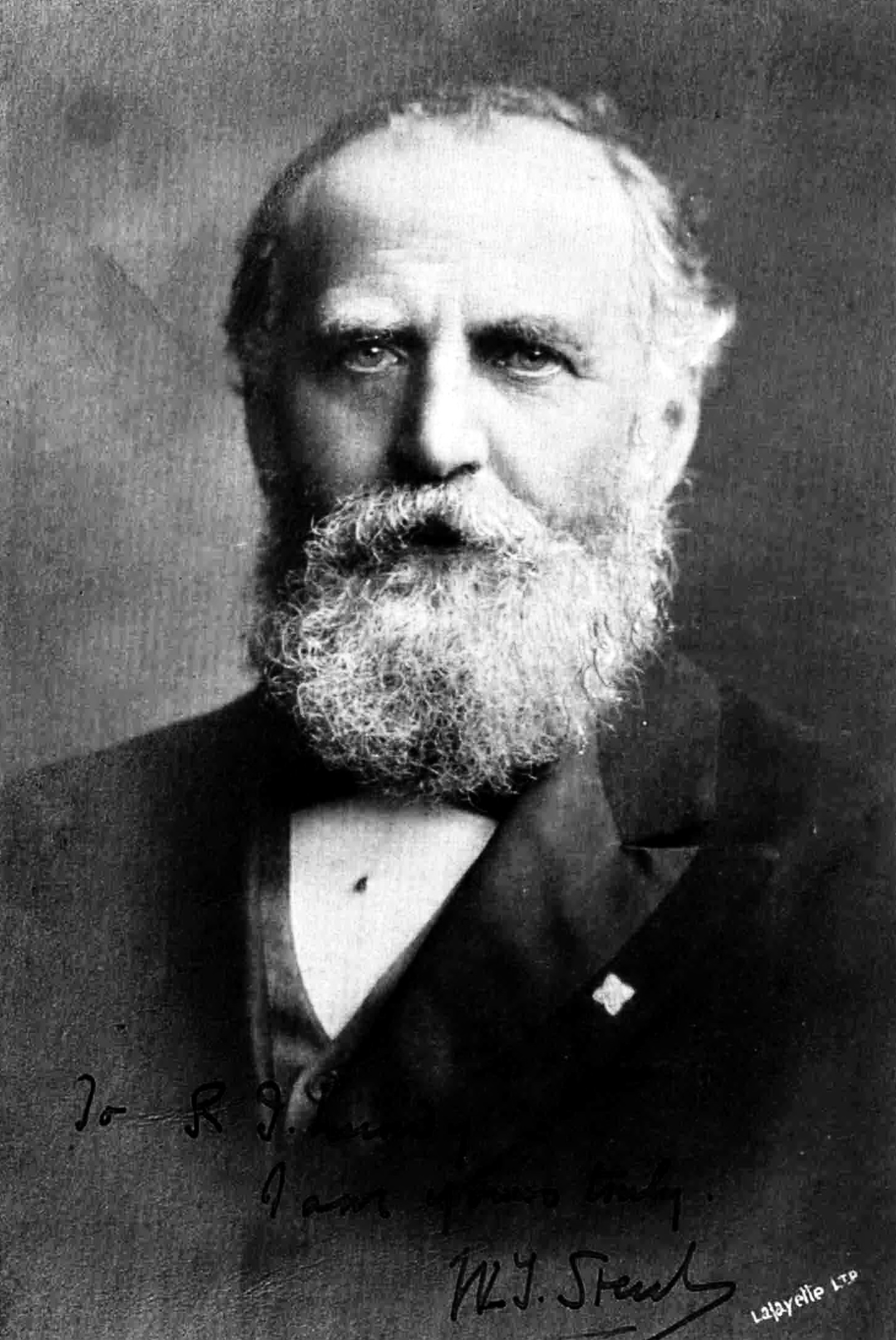
W. T. Stead da vecchio

Il 22 maggio il Parlamento sospese i lavori per la settimana di Pentecoste e il giorno seguente Benjamin Scott, attivista anti-vizio e ciambellano della città di Londra, si recò a trovare WT Stead, direttore del Pall Mall Gazette. Stead era un pioniere del giornalismo investigativo moderno, con un debole per il sensazionalismo. Era un sostenitore del Social Purity movement.
Scott raccontò storie di bambini sfruttati sessualmente a Stead, il quale accettò di impegnarsi per ottenere il sostegno popolare. Stead istituì una commissione d'inchiesta speciale e segreta per indagare sulla prostituzione minorile, di cui facevano parte Josephine Butler, nonché rappresentanti del Comitato londinese per la repressione del traffico di ragazze britanniche a fini di prostituzione continentale (di cui Scott era presidente) e dell'Esercito della Salvezza. Nell'ambito delle indagini, due donne, una dipendente della Pall Mall Gazette e una ragazza dell'Esercito della Salvezza, si sono spacciate per prostitute e si sono infiltrate nei bordelli, per poi andarsene prima di essere costrette a prestare servizi sessuali. Butler trascorse dieci giorni camminando per le strade di Londra con il figlio Georgie, fingendosi rispettivamente gestore di bordelli e ruffiano; insieme spesero un totale di 100 sterline per acquistare bambini nei bordelli d'alta classe. Stead, a sua volta, parlò anche con un ex direttore delle indagini penali di Scotland Yard per ottenere informazioni di prima mano; in seguito allargò la sua rete fino a includere gestori di bordelli attivi e in pensione, papponi, ruffiani, prostitute, soccorritori e cappellani carcerari.
Stead sentì di aver bisogno di qualcosa di più per dimostrare la sua tesi: decise così di comprare una ragazza per dimostrare che poteva farlo senza che la legge lo impedisse.

## Una vergine da 5 sterline
Con l'aiuto di Josephine Butler e Bramwell Booth dell'Esercito della Salvezza, Stead entrò in contatto con Rebecca Jarrett, una prostituta pentita e proprietaria di un bordello che alloggiava con la signora Butler a Winchester come assistente. Sebbene la signora Butler non avesse alcun problema con l'incontro tra Rebecca e Stead, non era ben chiaroil motivo per cui Stead lo avesse fatto.
Stead convinse Jarrett ad aiutarlo a dimostrare che una ragazzina di 13 anni poteva essere comprata dai suoi genitori e trasportata sul Continente. Nonostante la sua riluttanza a rivolgersi nuovamente ai suoi vecchi contatti del bordello per chiedere aiuto, Jarrett accettò di aiutarla.
Rebecca Jarrett incontrò una sua vecchia collaboratrice, una mezzana di nome Nancy Broughton. Tramite lei Jarrett venne a conoscenza di una tredicenne di nome Eliza Armstrong, la cui madre Elizabeth, alcolizzata, aveva bisogno di soldi. Fece in modo che Jarrett incontrasse la signora Armstrong, che viveva nella zona di Lisson Grove, nella zona ovest di Londra, e sebbene Rebecca avesse detto alla madre che la ragazza sarebbe dovuta diventare domestica per un vecchio signore, credeva che la signora Armstrong avesse capito che stava vendendo la figlia alla prostituzione. La madre ha accettato di vendere la figlia per un totale di 5 sterline (circa settecento sterline odierne). Il 3 giugno fu stipulato l'accordo.
Lo stesso giorno, Jarrett portò Eliza da un'ostetrica e abortista di nome Louise Mourez, che la visitò, attestò la sua verginità e vendette a Jarrett una bottiglia di cloroformio. Poi Eliza venne portata in un bordello e leggermente drogata in attesa dell'arrivo del suo acquirente, che era Stead. Stead, desideroso di interpretare quasi completamente la parte del libertino, bevve un'intera bottiglia di champagne, nonostante fosse astemio. Entrò nella stanza di Eliza e aspettò che si risvegliasse dal suo torpore. Quando rinvenne, Eliza urlò. Stead lasciò rapidamente la stanza, lasciando intendere con l'urlo che aveva "fatto quello che voleva" con lei. Eliza venne rapidamente affidata a Bramwell Booth, che la portò in Francia, dove fu accolta da una famiglia appartenente ai Salvationists.
Nel frattempo, Stead scrisse la sua storia.

## Il Maiden Tribute della moderna Babilonia
Sabato 4 luglio 1885, un avvertimento fu pubblicato sulla Pall Mall Gazette: "Tutti coloro che sono schizzinosi, tutti coloro che sono pudici e tutti coloro che preferirebbero vivere in un paradiso di innocenza e purezza immaginarie, egoisticamente ignari delle orribili realtà che tormentano coloro le cui vite sono trascorse nell'inferno di Londra, faranno bene a non leggere la Pall Mall Gazette di lunedì e dei tre giorni successivi". L'appetito del pubblico era sufficientemente stuzzicato dall'attesa: lunedì 6 luglio Stead pubblicò la prima puntata di The Maiden Tribute of Modern Babylon.
Nella prima puntata, che occupa ben sei pagine, Stead attacca il vizio con sottotitoli accattivanti: "La violazione delle vergini", "Le confessioni di un gestore di bordello", "Come le ragazze venivano comprate e rovinate". Egli sostenne che, mentre il comportamento consensuale degli adulti era una questione di moralità privata e non una questione di applicazione della legge, a Londra esistevano problemi diffusi che richiedevano un divieto legislativo, elencando cinque aree principali in cui la legge avrebbe dovuto intervenire:
1. "La vendita, l'acquisto e la violazione dei minori.
2. La procura delle vergini.
3. La cattura e la rovina delle donne.
4. Il commercio internazionale di ragazze schiave.
5. Atrocità, brutalità e crimini contro natura. "

Il tema di "Maiden Tribute" era la prostituzione minorile, il rapimento, la cattura e la vendita di giovani vergini inglesi ai "palazzi del piacere" continentali. Stead ha condotto i suoi lettori nelle labirintiche strade di Londra (richiamando intenzionalmente il mito greco) e nel suo lato più oscuro, denunciando il commercio della carne e la corruzione di quei funzionari che non solo chiudevano un occhio, ma tolleravano anche tali abusi. Stead ha riconosciuto che i suoi articoli descrivevano la situazione di una piccola minoranza di prostitute di Londra, concordando sul fatto che la maggior parte "non è arrivata lì attraverso la strada dello stupro organizzato" e che il suo obiettivo erano le vittime bambine che venivano "regolarmente procurate; comprate... o attirate con varie promesse nella camera fatale dalla quale non è mai loro permesso di uscire finché non hanno perso ciò che una donna dovrebbe apprezzare più della vita". In particolare, ha operato una distinzione tra immoralità sessuale e criminalità sessuale e ha criticato quei membri del Parlamento che erano responsabili dell'imminente "estinzione della Camera dei Comuni" del disegno di legge, lasciando intendere che avrebbero potuto avere motivi personali per bloccare qualsiasi modifica alla legge.
La rivelazione iniziò propriamente nella pubblicazione del 6 luglio, in cui Stead rivela di aver chiesto se si potessero procurare delle vere vergini e, dopo aver ricevuto la risposta affermativa, chiese se tali ragazze fossero disposte e consensuali, o consapevoli delle intenzioni pianificate per loro:
Stead commentò che "I bambini di dodici e tredici anni non possono opporre una seria resistenza. Ne comprendono solo vagamente il significato. Le loro madri a volte acconsentono alla loro seduzione in cambio del prezzo pagato dal seduttore. La bambina va alla casa di accoglienza come una pecora al macello. Una volta lì, è costretta a farlo. Non importa quanto brutale possa essere l'uomo, non può sfuggire". Una signora gli ha confermato la storia, affermando che una ragazza era stata resa incosciente in precedenza e che poi le era stata data la possibilità di continuare o di diventare una senzatetto in seguito.
L'ultima sezione della prima puntata merita una menzione speciale: sotto il sottotitolo "Una bambina di tredici anni comprata per 5 sterline" Stead racconta la storia di Eliza, una vittima comprata, il cui nome cambia in "Lily". Sebbene avesse garantito "l'assoluta accuratezza di ogni fatto nel racconto", Stead modificò una serie di dettagli e omise il fatto che l'acquirente di "Lily" non era altri che lui stesso. Descrivendosi come un "investigatore" piuttosto che un "informatore", e avendo anche promesso di non usare le informazioni ottenute contro coloro che le avevano fornite, ha dichiarato che avrebbe rivelato i nomi reali e i dettagli identificativi solo ai due arcivescovi del Regno Unito, a un parlamentare, a due membri della Camera dei Lord attivi nella legislazione penale o nella protezione dei minori, e a un ex direttore della CID.

### Reazioni al "Maiden Tribute"
Il "Maiden Tribute" fu un successo immediato. Mentre la WH Smith & Sons, che aveva il monopolio di tutte le edicole, si rifiutava di vendere il giornale a causa del suo contenuto scabroso e licenzioso, volontari composti da strilloni e membri dell'Esercito della Salvezza presero in carico la distribuzione. Anche George Bernard Shaw telegrafò a Stead offrendosi di aiutarlo. La folla si è radunata davanti agli uffici del Pall Mall Gazette. Le copie usate del giornale venivano vendute a un prezzo che poteva arrivare a uno scellino, dodici volte superiore al prezzo normale.
Nel giro di pochi giorni, Stead ricevette telegrammi dall'altra parte dell'Atlantico che chiedevano informazioni sullo scandalo. Alla fine della serie aveva scatenato la rivolta della società vittoriana a causa della prostituzione. Temendo rivolte su scala nazionale, il ministro degli Interni, Sir William Harcourt, implorò Stead di cessare la pubblicazione degli articoli; Stead rispose che avrebbe acconsentito se il disegno di legge fosse stato approvato senza indugio. Poiché Harcourt non poteva fornire tale garanzia, Stead ordinò alle rotative della Pall Mall Gazette di continuare a stampare finché la carta non si fosse esaurita.
Le rivelazioni di Stead toccarono una corda sensibile nell'opinione pubblica. In mezzo all'isteria, un'ampia varietà di gruppi riformisti e personalità di spicco hanno chiesto la fine dello scandalo. Decine di raduni di protesta si sono svolti in tutta Londra e nelle città di provincia. Migliaia di persone, tra cui carri carichi di vergini vestite di bianco, marciarono verso Hyde Park chiedendo l'approvazione del disegno di legge. Il governo si è subito spostato sulla difensiva e quei parlamentari che in precedenza si erano opposti al disegno di legge hanno capito che opporsi non significava solo negare l'esistenza della prostituzione minorile, ma anche tollerarla. Molti di loro avrebbero voluto che il giornale venisse perseguito per oscenità, ma poi si sono arresi all'inevitabile. Mercoledì 8 luglio è ripreso il dibattito sul disegno di legge, che il 7 agosto ha superato la terza e ultima lettura ed è convertito in legge una settimana dopo.

## Conseguenze indesiderate

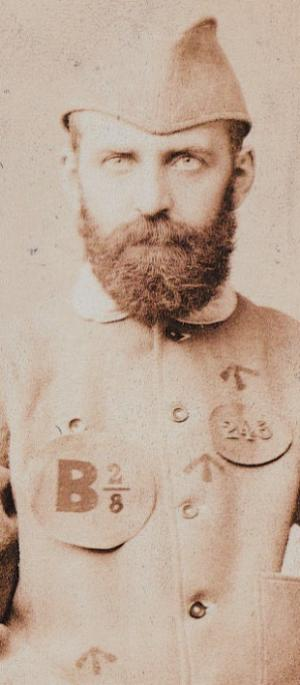
W. T. Stead fotografato nella sua uniforme da carcerato

Sebbene Stead fosse sostenuto nelle sue indagini dall'Esercito della Salvezza e da leader religiosi tra cui il cardinale Henry Edward Manning e Charles Ellicott, vescovo di Bristol, il suo piano gli si ritorse contro. Giornali rivali, tra cui il Times, indagarono sul "Lily" originale e scoprirono che "l'acquirente" era Stead. La signora Armstrong ha dichiarato alla polizia di non aver acconsentito a far prostituire la figlia, affermando di aver capito che sarebbe andata a lavorare come domestica. Jarrett non ottenne il permesso dal padre del bambino.
Stead, Jarrett, Booth e Louise Mourez, l'ostetrica, e altri due sono comparsi in tribunale il 2 settembre, accusati di aver aggredito e rapito Eliza Armstrong senza il consenso dei suoi genitori.
Il 23 ottobre gli imputati furono processati, con il procuratore generale Richard Webster in qualità di pubblico ministero. Stead si difese. Ha ammesso che la ragazza era stata procurata senza il consenso del padre e che non aveva alcuna prova scritta del pagamento alla madre. Stead si era affidato alla parola di Rebecca Jarrett e non era riuscito a provare la complicità della signora Armstrong nel crimine. Stead, Jarrett e Mourez sono stati giudicati colpevoli di rapimento e appropriazione indebita. Gli altri furono assolti. Jarrett e Mourez furono condannati a sei mesi di carcere e Stead fu condannato a tre mesi. Fu mandato nel carcere di Coldbath Fields per tre giorni e poi a Holloway come detenuto di prima classe per il resto della pena.

## Conseguenze
Molti gruppi protestarono contro l'incarcerazione di Stead, che venne trattato bene in prigione. "Non ho mai avuto una vacanza più piacevole, un periodo di riposo più incantevole", disse in seguito. A Holloway, in quanto "reato minore di prima classe", aveva una stanza tutta per lui, con un camino aperto, e un compagno di prigionia come domestico che si prendeva cura di lui. Alla moglie e ai figli fu permesso di entrare per Natale. Mourez è morto in prigione. Jarrett sopravvisse ai suoi sei mesi di travaglio. Mentre era in prigione, Stead continuò a dirigere il Pall Mall Gazette e il suo biglietto di auguri di Natale metteva in risalto il suo martirio. Stead scrisse un opuscolo da tre penny sulla sua esperienza in prigione subito dopo il suo rilascio. Chiese al direttore del carcere se poteva tenere la sua uniforme da carcerato, nonostante avesse trascorso gran parte della sua pena indossando normali abiti civili. Il governatore acconsentì e da allora in poi, ogni 10 novembre, anniversario della sua condanna, Stead si sarebbe vestito con i suoi abiti da carcerato per ricordare alla gente il suo "trionfo".
Dopo il processo, il pubblico ministero, Harry Bodkin Poland, avviò una sottoscrizione pubblica per la famiglia Armstrong attraverso un annuncio sul The Times. Il denaro pagò la frequenza della casa di cura Princess Louise Home for the Protection of Young Girls a Wanstead, dove Eliza ricevette una formazione per diventare una domestica. Più avanti nella sua vita visse nel nord-est dell'Inghilterra, si sposò due volte ed ebbe sei figli dal primo matrimonio e quattro dal secondo. Ancora nel 1906, mantenne una corrispondenza amichevole con Stead. Morì nel 1938, all'età di 66 anni.
Stead morì nell'affondamento del RMS Titanic.

### Approfondimenti
- Le Feuvre, Cathy, The Armstrong Girl. A Child for Sale: The Battle Against the Victorian Sex Trade (Lion Books, 2015)
- Alison Plowden, The Case of Eliza Armstrong (BBC, 1974)
- Gavin Weightman, The Case of the £5 Virgin: The True Story of a Victorian Scandal, Backstory, 2013.